# Tindhólmur
Tindhólmur és un illot deshabitat situat enfront de la costa oest de l'illa de Vágar, a les illes Fèroe. Ocupa una superfície de 650.000 m², cosa que el converteix en l'illot més gran de tot l'arxipèlag. El seu punt més alt es el Tindarnir de 262 m. El cim de l'illot el formen cinc agulles anomenades Ytsti, Arni, Lítli, Breiði, Bogdi (el més allunyat, àguila, petit, extens i torçat respectivament). Tindhólmur forma un conjunt d'illots i roques fàcilment visibles des de Bøur; d'aquest grup en destaquen, a part del Tindhólmur, l'illot de Gáshólmur i diversos farallons, el més espectacular del qual és el Drangarnir de 76 m d'alçada.

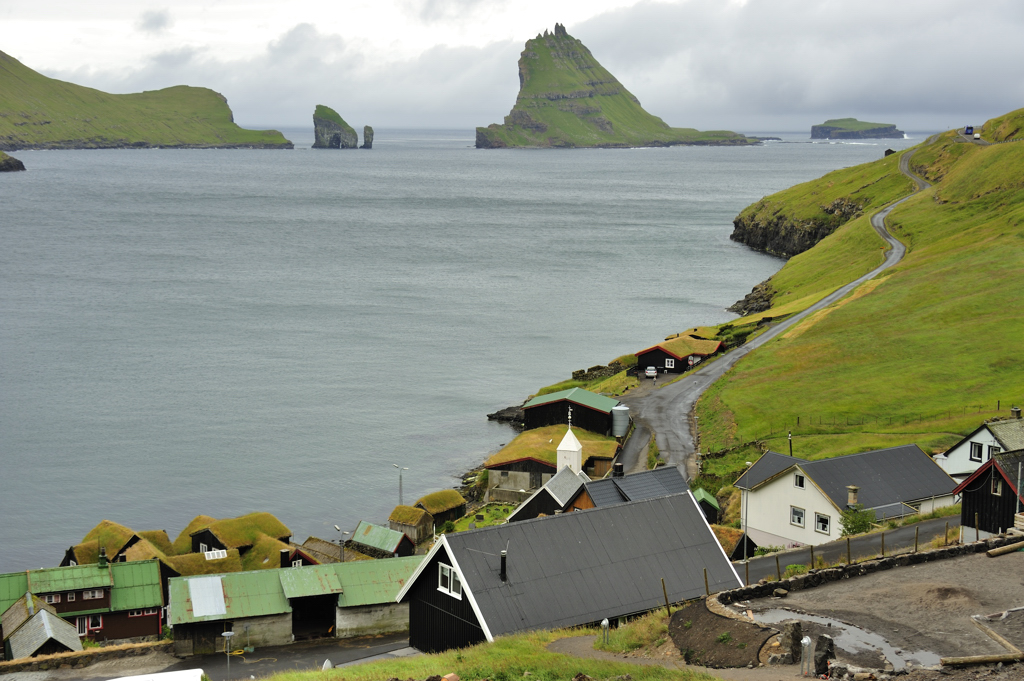
Tindhólmur des de Bøur.

L'unic edifici que hi ha en tot l'illot és una cabana que pertany a una família que viu al poble de Sørvágur. Un sender abrupte, on es van veient ovelles pasturant, permet pujar al cim de l'illot. Tot i així, és molt difícil accedir-hi en vaixell.

## Llegenda
Segons una funesta llegenda, fa molt de temps una família vivia a Tindhólmur. La família estava formada per un home, una dona i el seu fill. Un dia, quan el pare se n'havia anat a pescar al mar, va venir una àguila, va segrestar el nen i se'l va endur al seu niu, dalt d'un cim.
La mare, portada per l'amor pel seu fill– va pujar a la muntanya fins on hi havia el niu de l'àguila. Per desgràcia, quan hi va arribar l'animal ja li havia menjat els ulls al nen. Tanmateix, va poder salvar el seu fill, tot i que malauradament no va poder sobreviure a les seves ferides. Després d'aquest incident, la parella va deixar l'illot i des d'aleshores ningú no hi ha tornat a viure.
La història probablement només sigui un mite que serveix per donar nom a un dels cims de Tindhólmur. Més enllà de les històries populars, les investigacions sobre la presència humana a l'illot suggereixen que va ser habitada en algun moment del passat.